# 砸挂
砸挂，相声界的行话，是指相声表演中以开他人的玩笑的内容为笑料，常以大家所熟悉的知名人物被作為砸掛的對象。
一般而言僅作為玩笑的砸掛無傷大雅（如相声演员郭德纲 在表演的场合经常拿搭档于谦的父亲砸挂）。但針對性過強的話也可能引發法律問題，例如郭德綱曾因拿汪洋砸掛而引發官司。相声演员高峰也因拿北京国安足球队砸挂而引发北京国安球迷质疑。